# سيد منور حسن
سيد منور حسن (1941 - 2020)، كان زعيم الجماعة الإسلامية الباكستانية.

## نشأته وتعليمه
ولد في آب (أغسطس) 1941 في مدينة دهلي (دلهي) الهندية إذ ينحدر من عائلة مرموقة فيها، اختارت عائلته العيش في باكستان عقب تقسيم شبه القارة الهندية فهاجرت إلى كراتشي في عام 1947.
درس في جامعة كراتشي وحصل على درجة ماجستير في علم الاجتماع (1963)، وفي «الدراسات الإسلامية» (1966) من نفس الجامعة.

## تاريخه السياسي
انضم في المرحلة الجامعية إلى اتحاد الطلاب الوطني (NSF)-يمثل تجمعا للطلبة الشيوعيين – وانتخب رئيسا له في عام 1959.
شهدت حياته تغييرا فعليا عندما اقترب من أنشطة جمعية الطلبة الإسلامية التي تتبع الجماعة الإسلامية في باكستان ودرس كتابات السيد أبو الأعلى المودودي.
نتيجة لذلك، انضم إلى جمعية الطلبة الإسلامية في عام 1960، وانتخب رئيسا لوحدة جامعة كراتشي، ووحدة مدينة كراتشي وعضوا في «اللجنة التنفيذية المركزية». ولاحقاأصبح رئيسها الوطني في عام 1964، وعمل بهذه الصفة لثلاث فترات متتالية. خلال فترة توليه منصبه نظمت الجمعية عدة حملات تعبئة للرأي العام فيما يتعلق بقضايا التعليم.
انضم إلى مجمع البحوث الإسلامية (اسرا) ثم إلى دراسات بيت المقدس التابعة لها في كراجي وعمل فيه كمساعد باحث عام 1964. ونشر المجمع تحت إشرافه 70 من الكتب العلمية. كما شغل منصب أصبح الأمين العام للمركز، واصبح مدير تحرير صحيفة الفرقان والرسالة.
تولى منصب الأمين العام المساعد في الجماعة بين 1992-1993 م، ثم أصبح الأمين العام سنة 1993 م ثم زعيماً سنة 2009 م.
سيد منور حسن يتحدث الإنكليزية والأوردية. تتوفر العديد من خطاباته (معظمها باللغة الأردية) في شكل كاسيت. وهو يرأس عددا من هيئات التخطيط والبحث داخل الجماعة.

## وفاته
توفي يوم الجمعة 26 يونيو 2020 في مدينة كراتشي.